# Serrat de Santa Magdalena
El Serrat de Santa Magdalena és una muntanya de 735 metres que es troba al municipi de Castellar de la Ribera, a la comarca catalana del Solsonès.